# Lac Kamloops
Le lac Kamloops (en anglais Kamloops Lake) est un lac situé à l'ouest de la ville de Kamloops dans la province de Colombie-Britannique au Canada. Il s'agit d'un élargissement local de la rivière Thompson, le plus grand affluent du fleuve Fraser.